# Charlotte Arnold
Charlotte Arnold (Ajax, 27 de julio de 1989) es una actriz canadiense, reconocida por sus papeles de Sadie Hawthorne en Naturally, Sadie y de Holly J. Sinclair en Degrassi: The Next Generation, por la cual ganó un premio Gemini en 2010.

## Carrera
Debutó como actriz interpretando el papel de Kate O'Neil en la película para televisión Giant Mine. Luego, después de algunos papeles menores, tuvo un papel en la película Custody of the Heart, por la que fue nominada para el premio Young Artist 2001 en la categoría de Mejor Interpretación infantil en una película para televisión. En 2001 se desempeñó como actriz de voz en la serie de televisión Committed. Durante los años siguientes tuvo papeles en algunas películas como Harlan County War, One Kill, Range of Motion y Jewel.
A partir de 2005 protagonizó tres temporadas como el personaje principal de la popular serie Naturally, Sadie. Desde 2006 hasta 2013 interpretó a Holly J. Sinclair en Degrassi: The Next Generation.